# Xanthorhoe dissociata
Xanthorhoe dissociata là một loài bướm đêm trong họ Geometridae.